# Dąbrówek (Mysłaków)
Dąbrówek – część wsi Mysłaków w Polsce położona w województwie łódzkim, w powiecie łowickim, w gminie Nieborów.
W latach 1975–1998 Dąbrówek administracyjnie należał do województwa skierniewickiego.